# Marc Cohn

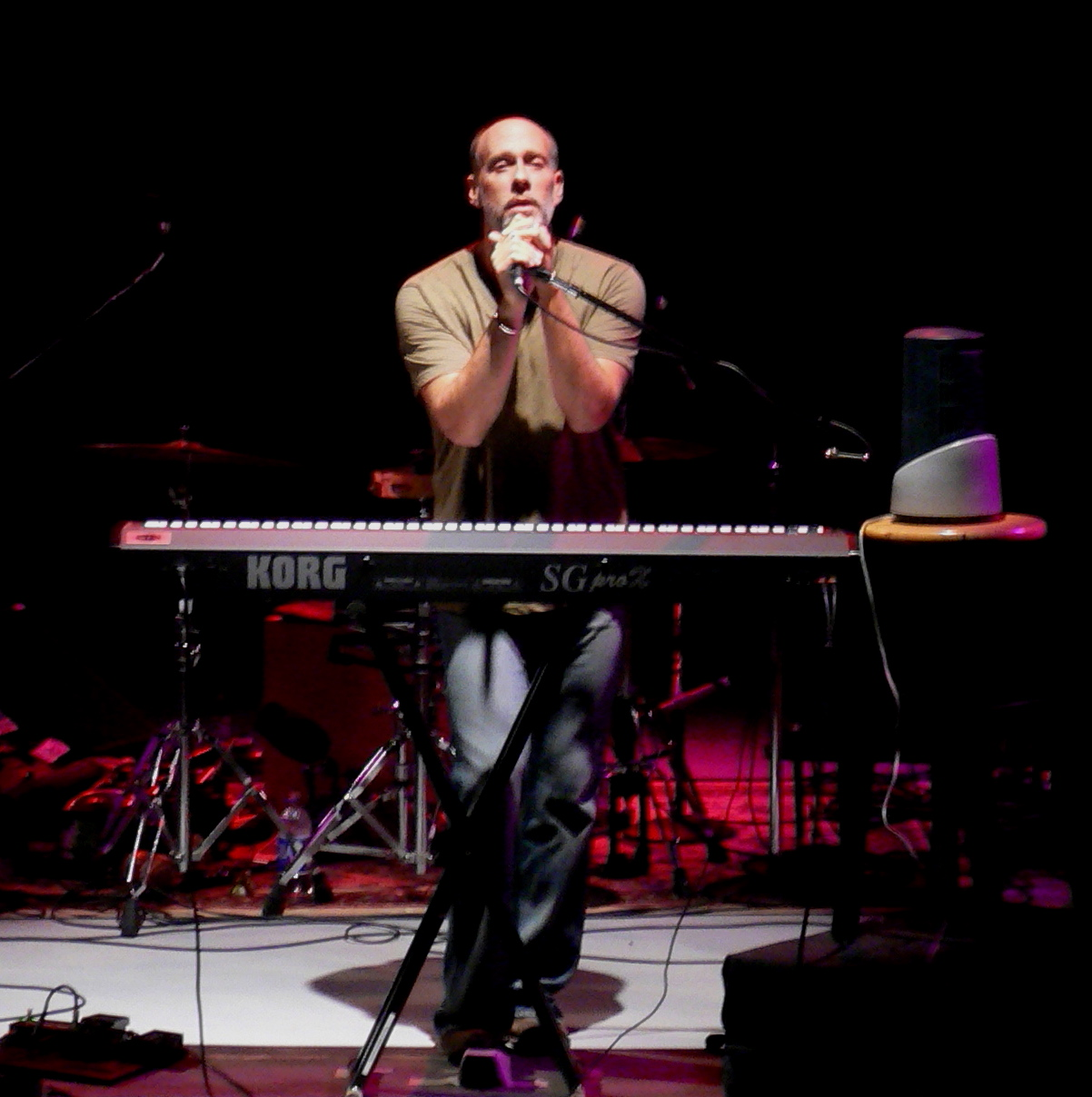
Marc Cohn al teclado, julio de 2005.

Marc Cohn (Cleveland, Ohio; 5 de julio de 1959) es un cantautor estadounidense que reside en Nueva York.

## Biografía
Se casó en segundas nupcias con Elizabeth Vargas (1962), una periodista de ABC NEWS, con la que comparte sus dos hijos de su primer matrimonio.
Cohn saltó a la fama no solo por su carrera musical sino también por sobrevivir a un disparo en la cabeza el 8 de agosto de 2005. De camino a casa tras un concierto con Suzanne Vega en Denver su furgoneta, al abandonar el aparcamiento, fue detenida por un criminal llamado Joseph Yacteen que quiso hacerse con el vehículo al huir de la policía. El conductor intentó evitar a Yacteen, quien reaccionó disparando varios tiros a la furgoneta. Una de las balas atravesó el parabrisas del vehículo alcanzando la sien de Cohn sin penetrar el cráneo. Cohn no sufrió ninguna lesión grave y sólo tuvo que ser atendido de forma ambulante.

## Trayectoria musical
Se hizo famoso en la escena musical internacional en 1991 con su éxito Walking in Memphis de su álbum debut Marc Cohn. Ese mismo año obtuvo el Grammy como Mejor Artista Nuevo. En 1993 publicó su segundo álbum The Rainy Season, al que seguiría Burning the Daze (1998). En 2005 apareció el álbum en directo Marc Cohn Live: Limited Edition EP. Tras 9 años de pausa salió en otoño de 2007 su cuarto álbum de estudio, Join the Parade.

## Discografía
- 1991 - Marc Cohn (Atlantic Records, 82178-2)
- 1993 - The Rainy Season (Atlantic Records, 82491-2)
- 1998 - Burning The Daze (Atlantic Records, 82909-2)
- 2005 - Marc Cohn Live: Limited Edition EP (United Musicians)
- 2005 - Marc Cohn Live 04/05 (United Musicians)
- 2007 - Marc Cohn [MFSL Ultradisc] (Reedición del álbum de 1991 de Mobile Fidelity Sound Lab (MFSL) con CD de oro de 24 quilates)
- 2007 - Join the Parade (Point Music)
- 2010 - Listening Booth:1970 (Saguaro Road Records)
- 2016 - Careful What you Dream: Lost Songs and Rarities